# Talamello

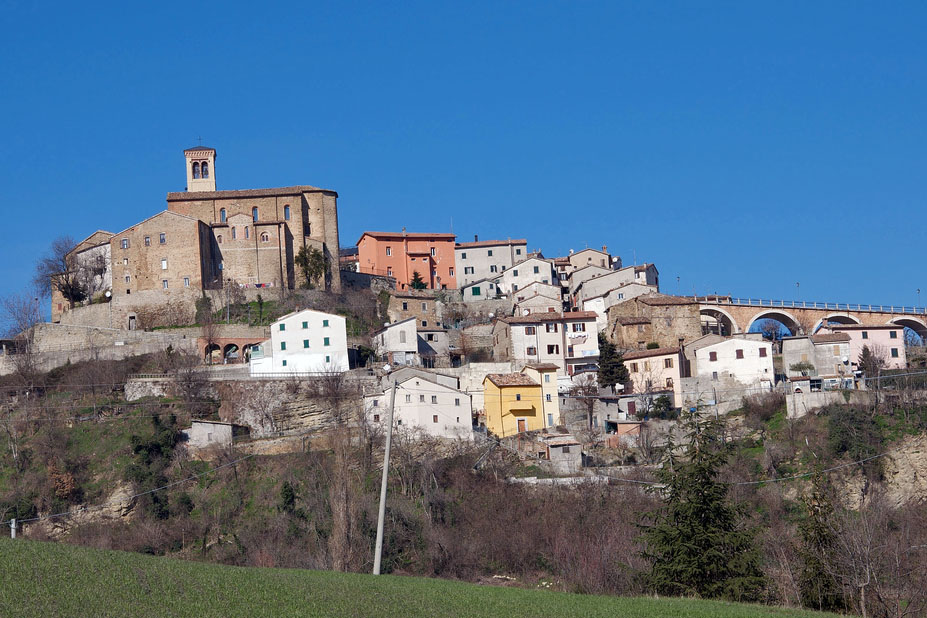
Vista de Talamello.

Talamello es un municipio situado en el territorio de la provincia de Rímini, en Emilia-Romaña (Italia).

## Demografía
| Gráfica de evolución demográfica de Talamello entre 1861 y 2001 |
|                                                                 |
| Fuente ISTAT - elaboración gráfica de Wikipedia                 |